# Talaohu Musafri
Talaohu Abdul Musafri là một cầu thủ bóng đá người Indonesia hiện tại thi đấu cho Sriwijaya ở Liga 1.

## Sự nghiệp câu lạc bộ
Anh ra mắt khi thi đấu cho Persiba và ghi 20 bàn sau 53 lần ra sân. Vào tháng 12 năm 2014, anh ký hợp đồng với Barito Putera.

## Sự nghiệp quốc tế
Anh có tên trong đội hình Indonesia tham dự vòng loại Cúp bóng đá châu Á 2011.

### Bàn thắng quốc tế
| Bàn thắng | Thời gian            | Địa điểm                               | Đối thủ    | Tỉ số | Kết quả | Giải đấu                               |
| --------- | -------------------- | -------------------------------------- | ---------- | ----- | ------- | -------------------------------------- |
| 1         | 13 tháng 11 năm 2008 | Sân vận động Thuwunna, Yangon, Myanmar | Bangladesh | 0-2   | 0-2     | 2008 Myanmar Grand Royal Challenge Cup |

## Danh hiệu
- Indonesia Super League Fair Play Award: 2008–09